# توشييا هوسوي
توشييا هوسوي (باليابانية: 細江敏矢؛ بالكانا: ホソエ　トシヤ) هو لاعب كرة قدم ياباني في مركز الوسط، ولد في 8 يونيو 1991 في غيفو في اليابان. لعب مع نادي مازيا.

## وصلات خارجية
- توشييا هوسوي على موقع قاعدة بيانات كرة القدم.إي يو (الإنجليزية)
- توشييا هوسوي على موقع Soccerway.com (الإنجليزية)